# アブディラシッド・アリー・シェルマルケ
アブディラシッド・アリー・シェルマルケ（英語: Abdirashid Ali Shermarke、ソマリ語：Cabdirashiid Cali Sharma'arke、1919年10月16日 - 1969年10月15日）は、ソマリアの政治家。同国の第2代大統領、第2代首相を務めた。
1919年、オビア（Obbia）地方のHaradereで生まれ、モガディシュで育った。母親はミドゥガン(en)の身分だった。イスラム神学校に通い、1936年に初等教育を終えた。初めは貿易商であったが、イタリア領時代には公務員となった。
1943年、ソマリ青年同盟（SYL）が設立されると、シェルマルケはすぐにこれに加わった。1944年、イギリスの施政下で公務員となった。公務員の傍ら1953年には中等教育を修了し、奨学金を得てローマ・ラ・サピエンツァ大学で政治学を学び、同大学を1958年に卒業した。その1年後、イタリアから帰国したシェルマルケは議員に当選した。
1960年7月1日、独立を果たしてソマリア共和国が誕生すると、初代大統領のアデン・アブドラ・ウスマンから首相に任命された。シェルマルケは首相として、非同盟・中立の外交政策を追求するため各国を回った。シェルマルケは1964年3月に行われた総選挙まで首相職を務め、自身も選挙で再選を果たしている。
1967年、大統領選挙で現職のウスマン大統領に勝利を収め、同年6月10日に第2代大統領に就任した。しかし、1969年10月15日、旱魃に見舞われた北部地方を視察していた際に、護衛の警察官によって暗殺されてしまった。シェルマルケの暗殺を契機に、10月21日に軍部によるクーデターが勃発し、目立った抵抗も無いまま軍は権力の掌握に成功した。この時に軍を指揮していたのが、後に大統領となるモハメド・シアド・バーレ少将であった。
2009年2月14日、息子のオマル・アブディラシッド・アリー・シェルマルケが、内戦の続く中で、元大統領の息子という求心力を買われ、暫定連邦政府の首相に任命された。